# Mz 1
Mz 1 (Menzel 1) est une nébuleuse planétaire qui se situe dans la constellation de Règle. 

## Histoire
Mz 1 a été découverte par Donald Menzel en 1922.

## Caractéristique
Mz1 est une nébuleuse planétaire brillante qui possède un anneau central d'émission accrue proéminent. Sa structure en 3 dimensions peut se modéliser sous la forme d'un sablier. Elle s'étend radialement à environ 23 km/s et est âgée de 4500 à 10000 ans. L'axe polaire est orienté à un angle d'environ 40° par rapport au plan du ciel. Sa naine blanche centrale a une masse estimée de 0.63 ± 0.05 M⊙.